# أندرياس ميكايليديس
كريستيان (باليونانية: Ανδρέας Μιχαηλίδης؛ مواليد 18 يوليو 1988) هو مُقاتل فنون قتالية مختلطة يوناني.

## وصلات خارجية
- أندرياس ميكايليديس على موقع يو إف سي (الإنجليزية)
- أندرياس ميكايليديس على موقع شيردوغ (الإنجليزية)